# Nekropole von Lotzorai

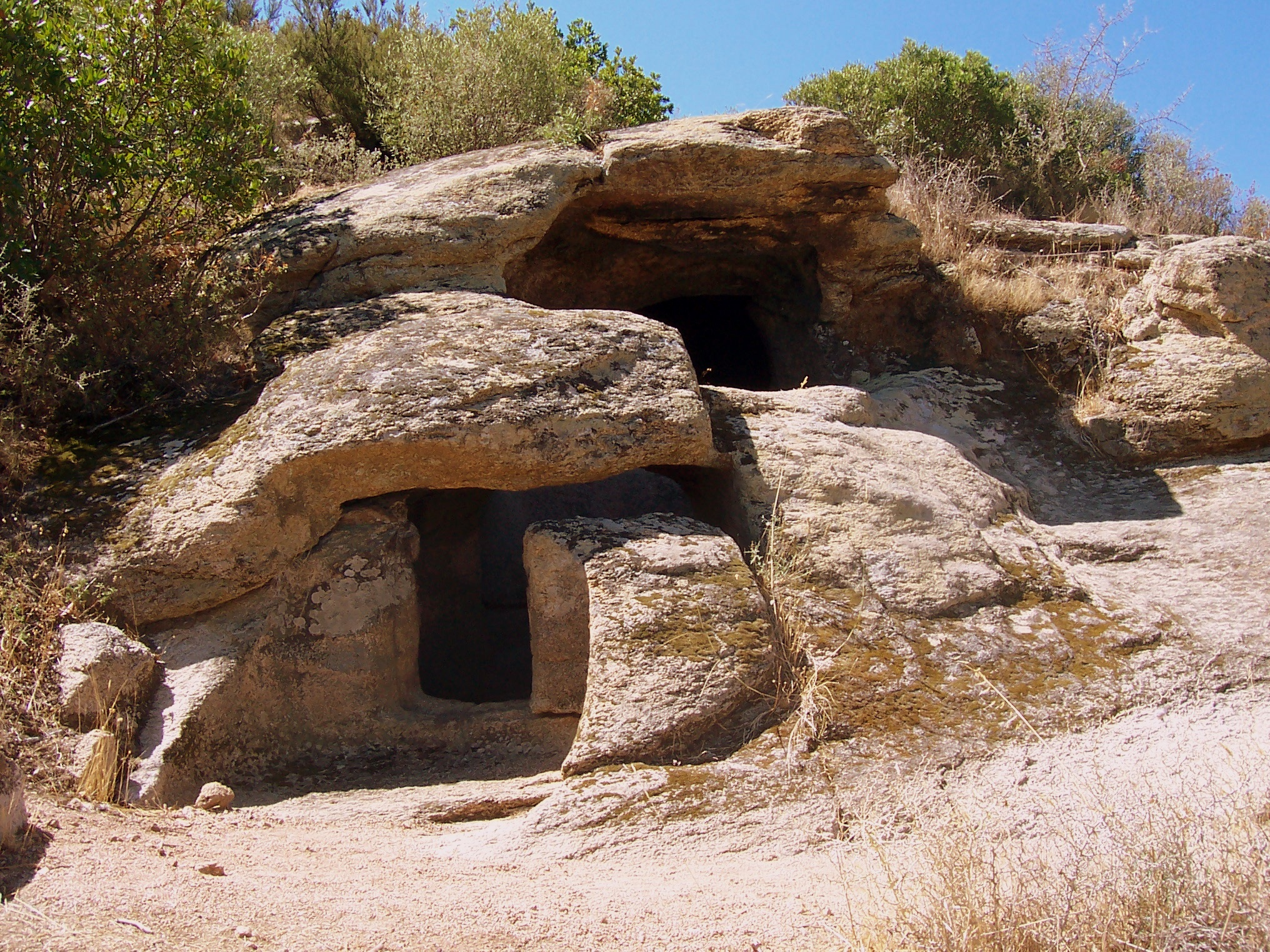
Domus de Janas von Lotzorai

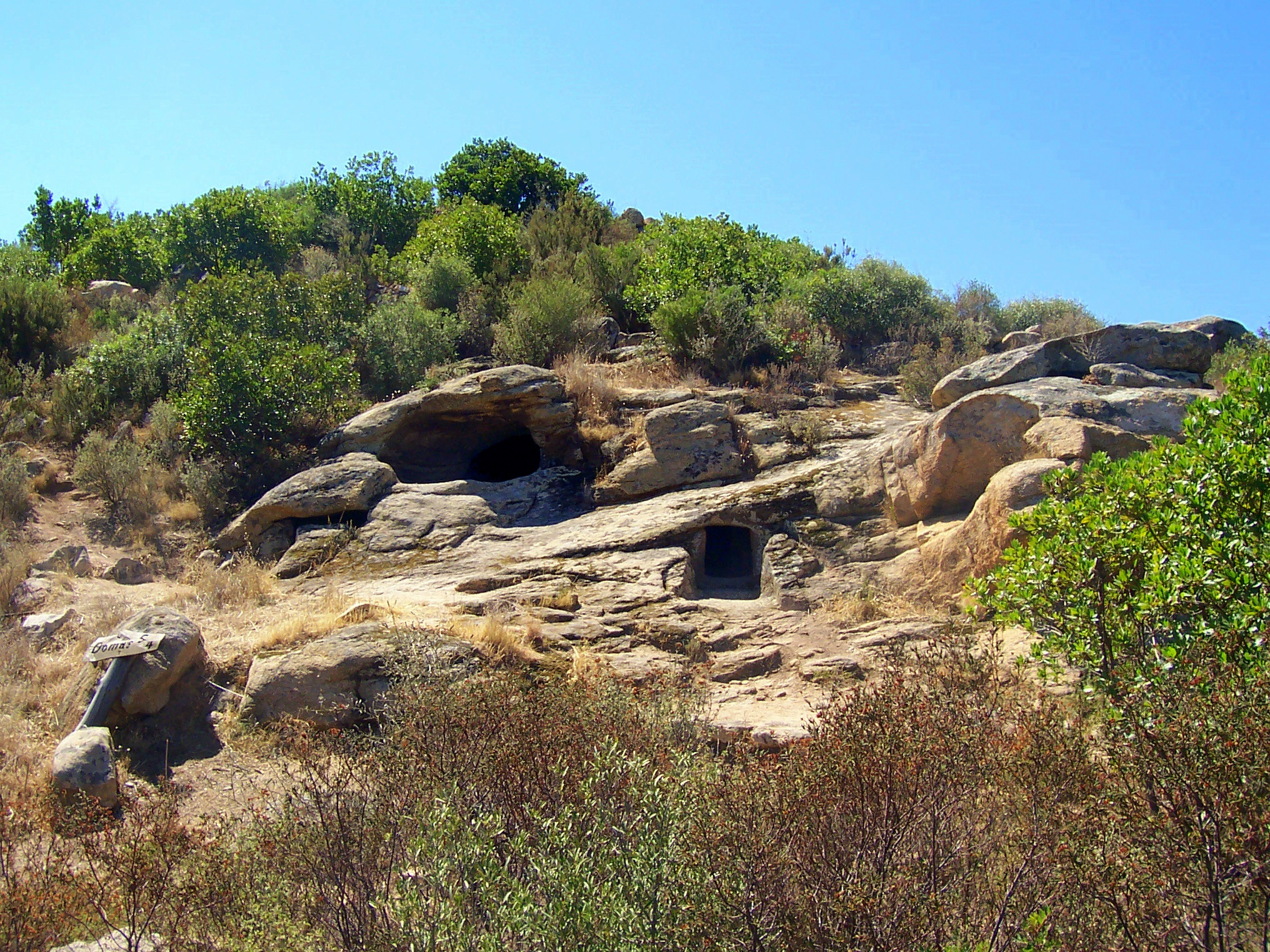
Domus de Janas von Lotzorai

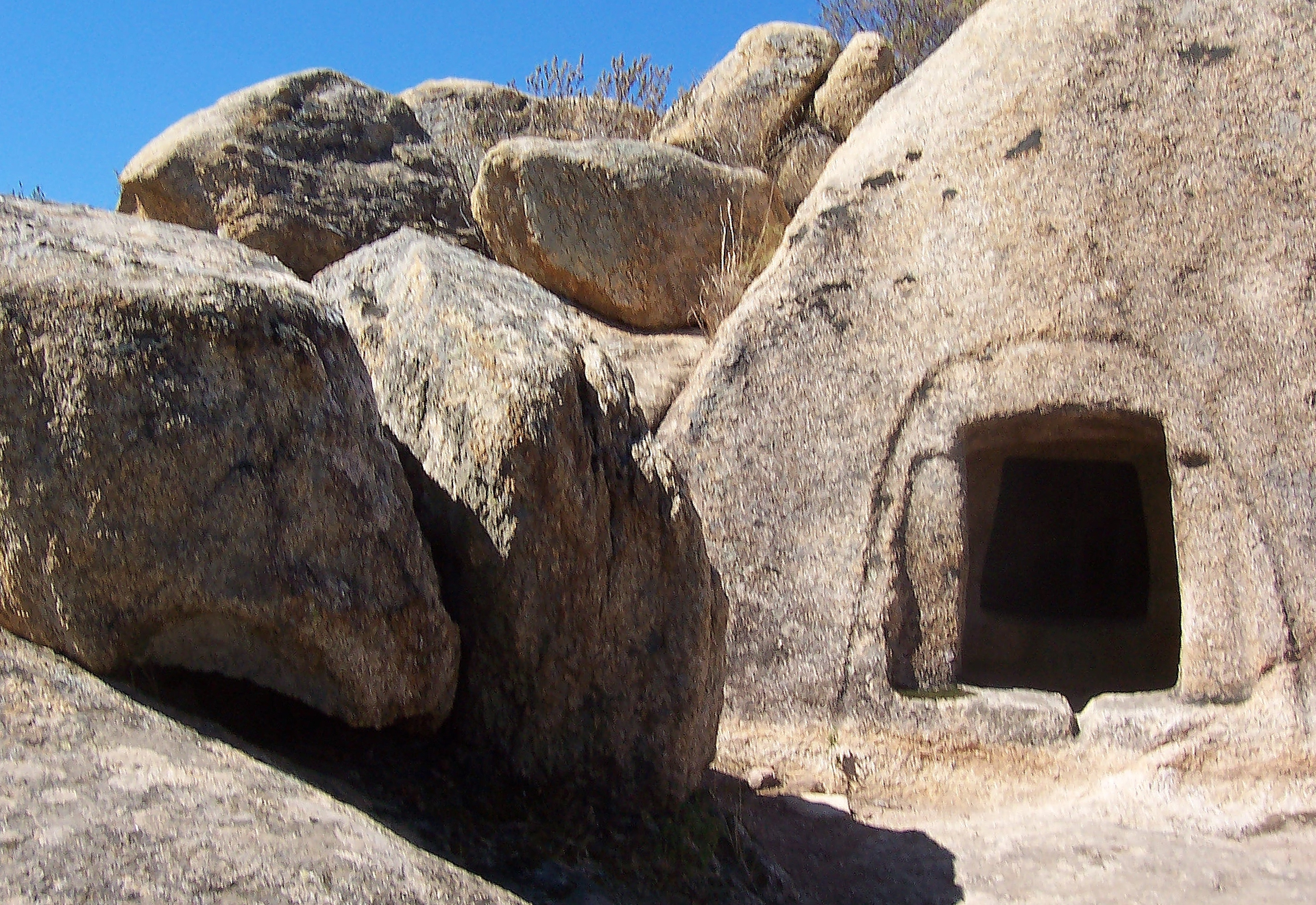
Domus de Janas von Lotzorai

Die Domus de Janas der Nekropole von Lotzorai (auch Tracucu oder Fund'e Monti genannt) bestehen aus 13 erhaltenen Gräbern und befinden sich seitlich des Hügels Tracucu, der zum Bergkomplex Bruncu Crabiola gehört. Lotzorai liegt am Tyrrhenischen Meer in der Provinz Ogliastra auf Sardinien. 

## Beschreibung
Die vorwiegend longitudinal angelegten selten mehrkammerigen Felsgräber waren für mehrere Tote bestimmt. Zu den teilweise beschädigten Kammern gelangt man über einen bis zu fünf Meter langen Dromos. Einige Anlagen haben einen Vorraum. In vielen Fällen haben die Zugänge geschnitzte Dekorrahmen. In einem Fall wird der Rahmen von einer ovalen Gravur umgeben, während die Schwelle ein Loch in der Mitte hat, die vermutlich dem Ablauf von Flüssigkeiten durch eine eingravierte Rille diente, die bei den Zeremonien vergossen wurden.

## Zeitstellung
Die Domus de Janas stammen von der jungsteinzeitlichen Ozieri-Kultur (3300–2700 vor Chr.), deren zerscherbte Keramik gefunden wurde. Die Auffindung dreier intakter Vasen der Bonnanaro-Kultur (1800–1500 vor Chr.) in einem der Gräber, zeigt die Nachnutzung zu Beginn der Bronzezeit an.
Auf dem Hügel Tracucu liegt eine die Umgebung dominierende Nuraghe.